# Baadre
Baadre (auch Ba'adra, arabisch باعدرة/باعذرة, reichsaramäisch ܒܝܬ ܥܕܪܐ, kurmandschi Baedrê, dt. Aussprache: Ba‘adre) ist eine kleine jesidische Stadt in der autonomen Region Kurdistan im Irak. Die Stadt liegt im Distrikt Scheichan südlich des Lalisch Tales im Gouvernement Dahuk. Der Ort befindet sich in der mehrheitlich  assyrisch besiedelten Ninive-Ebene und gehört zu den umstrittenen Gebieten des Nordiraks.

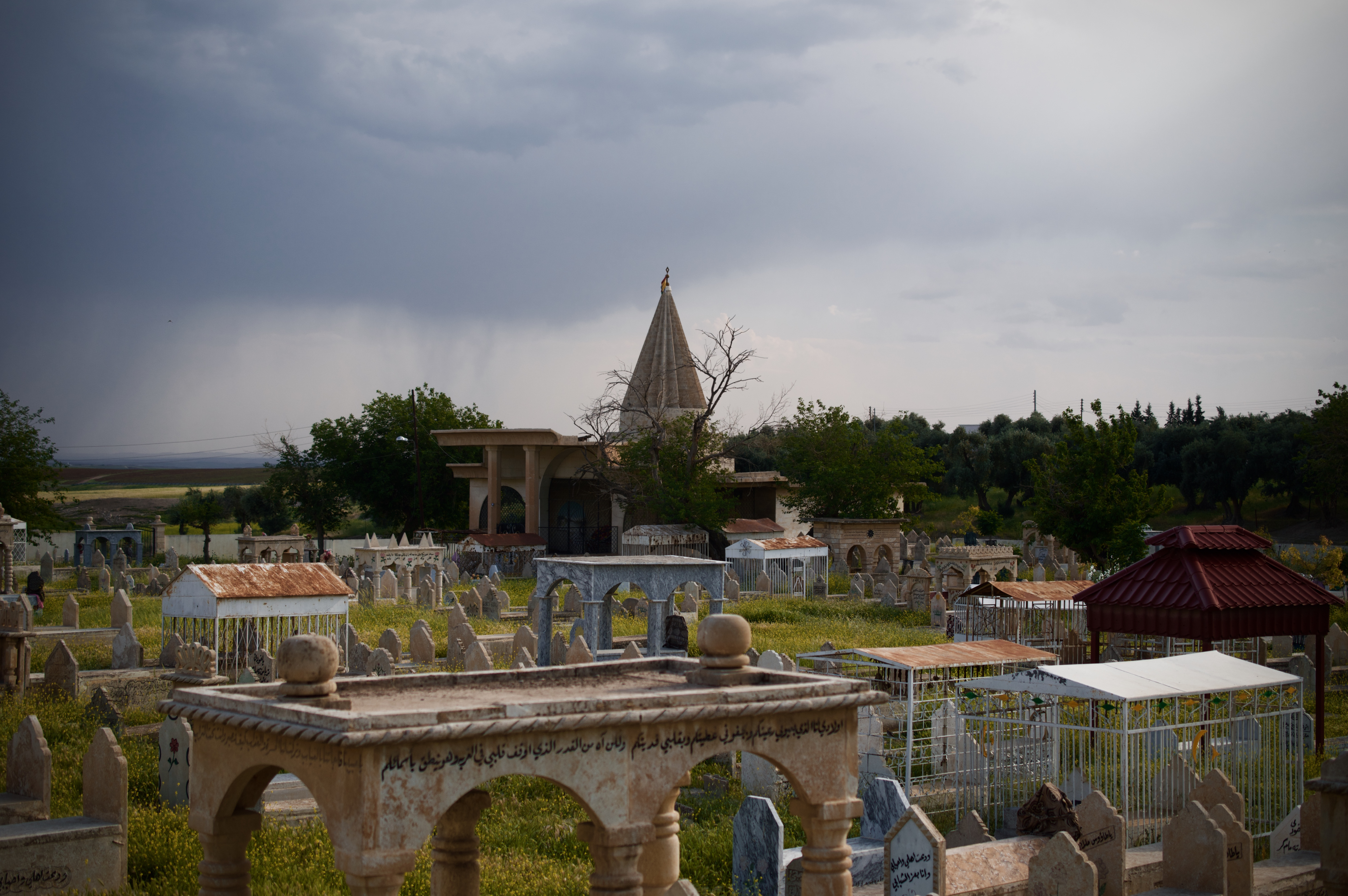
Jesidischer Friedhof in Baadre

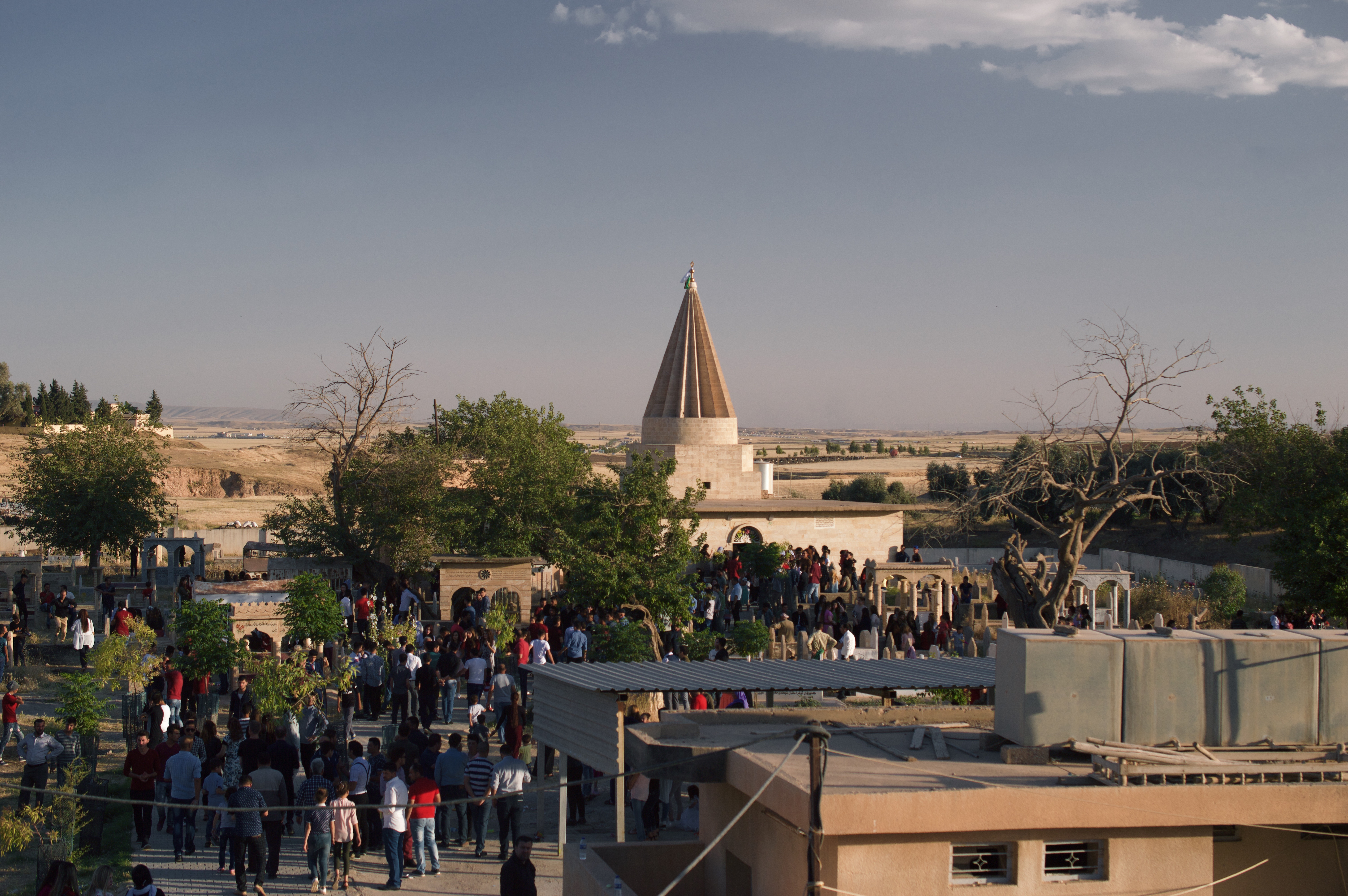
Jesidischer Tempel (Quba Haji Ali) in Baadre

## Geschichte
Baadre gehört wie die gesamte Region Scheichan und die gesamte Provinz Ninawa seit dem Sturz Saddam Husseins 2003 zu den umstrittenen Gebieten des Nordiraks.

## Bevölkerung
Zu der Bevölkerung Baadre‘s zählen hauptsächlich jesidische Kurden. Daneben leben auch einige muslimische Kurden und Araber in der Stadt. Baadre hat rund 8000 jesidische Flüchtlinge aus Sindschar aufgenommen.

## Persönlichkeiten
- Hazim Tahsin Saied Beg (* 1963), weltliches Oberhaupt (Mir) der Jesiden